# Gian Carlo Di Negro
Gian Carlo Di Negro (Genova, 14 luglio 1769 – Genova, 1857) è stato un nobile e poeta italiano.
Il Di Negro fu un illustre personaggio genovese: patrizio, uomo di lettere, poeta, artista e uomo di cultura, è ricordato altresí per i ricevimenti nei quali ospitò gran parte del mondo culturale dell'epoca.

## Università e viaggi
Nato in un'antica famiglia nobiliare genovese, giunta nella città da Portovenere nell'XI secolo, Gian Carlo Di Negro studia al collegio di San Carlo a Modena, allora tra i più illustri d'Italia.
Rientrato a Genova nel 1789, riparte per i primi viaggi di istruzione personale, in Italia e all'estero. Suoi compagni di viaggio furono in questa occasione il musicista e poeta Gaspare Mollo dei duchi di Lusciano e il pittore Francesco Mari Berio, napoletani, amici e lontani parenti del Di Negro. A Milano Gian Carlo Di Negro incontrò Parini, a Pavia frequentò i corsi universitari. Fu poi a Mantova, Verona, Venezia e Vienna.
Tornò a Genova tra la fine del 1792 e l'inizio del 1793. Frequentò vari salotti, ove sua abilità era l'imporovvisazione dei versi poetici, secondo la moda portata in Genova dal poeta Francesco Gianni, profugo da Roma dopo l'uccisione di Ugo Basville. Gian Carlo Di Negro fu con il Gianni in rapporti di amicizia, frequentatori entrambi delle case Balbi, Cambiaso, Da Passano.
Alla proclamazione della Repubblica Ligure (1797), Gian Carlo Di Negro riprende i viaggi, evitando il turbinio degli eventi. Va a Parigi, a Londra, a Dublino, torna a Parigi.
Tornato a Genova, nel 1802, inizia l'acquisto del terreno per la sua Villetta.

## La Villetta di Negro
Il terreno scelto era quello del bastione di Luccoli, delle mura del Cinquecento, ormai smilitarizzato. Le autorità governative l'avevano concesso in locazione al marchese Ippolito Durazzo, che vi aveva sistemato un orto botanico, poi trasferito alla sua villa allo Zerbino.
Nel 1802 si presenta come acquirente il marchese Gian Carlo Di Negro. Il contratto di vendita era pagato con 22.000 lire di Genova e imponeva all'acquirente di fondare qui una scuola botanica e di sovvenzionarla per sei anni. Di questo istituto scolastico Gian Carlo Di Negro nominò docente Domenico Viviani, naturalista illustre, che nello stesso anno pubblicò un catalogo delle piante presenti nel giardino, intitolato Elenchus plantarum Horti Botanici J. Car. Dinegro. La scuola ebbe esiti felici e sei anni dopo le autorità locali decisero di darle un seguito con la fondazione di una cattedra di botanica presso l'Università.
Per la Villa, detta Villetta Dinegro, il marchese Gian Carlo Di Negro realizzò il parco all'inglese, eliminando le parti più appariscenti del bastione, e per l'abitazione-museo fece costruire, progettista l'architetto Carlo Barabino, una palazzina neoclassica in posizione panoramica. In essa Gian Carlo Di Negro dispose le collezioni personali, nelle quali era incluso il bassorilievo della Battaglia delle Amazzoni di Skopas, proveniente dal Mausoleo di Alicarnasso, opera illustre poi acquistata nel 1865 dal British Museum per 730 sterline.
Subito dopo l'acquisto del terreno della Villetta (1802), Gian Carlo Di Negro parte per una terza serie di viaggi. Va in Spagna, a Valladolid, a Madrid, qui si cimenta in gare di poesia con i poeti Quintana e Ariaza. Il suo interesse per le gare poetiche d'improvvisazione lo spinge a cimentarsi a Piacenza, Parma, Modena, Bologna, Firenze, Pisa, Siena, Napoli, Roma. A Roma riscuote gli elogi del Biondi e del Perticari e viene eletto a membro dell'Arcadia.
Pubblicò due suoi Sermoni Sacri e una canzone esaltante Byron. I contenuti cui dava forma poetica erano la religione, la patria, gli amici, espressi sia in italiano che in francese. Genere preferito era l'epigramma, apprezzato da Gabriele Rossetti, dal giovane Mazzini che ne para in un suo articolo del 1827 sull'Indicatore Genovese. Il 6 ottobre 1834 pubblicava una canzone in lode di Paganini sulla Gazzetta di Genova. Tra il 1846 e il 1848 compose alcuni canti in onore di Pio IX nel momento in cui questi era per la libertà dell'Italia, e poi in funzione antiaustriaca. Nel 1854 pubblicava il poemetto Vita di Gian Carlo Di Negro patrizio genovese scritta da esso in cui ricorda le visite di Madame de Staël, George Sand, Washington Irving, e Byron: "Mosse Byron voglioso a queste mura, / Genio privilegiato di natura... Lo conobbi, e l'ascrivo a mia fortuna: / La conoscenza sua mi fu opportuna / Per udire sovente la melode, / Che fra i vati dell'Anglia il vanto gode".
Le sue posizioni politiche erano liberali e democratiche moderate, sull'onda delle idee di Gioberti e Mamiani. Ebbe personali rapporti di amicizia con Carlo Alberto e presso di lui intercedette per i patrioti italiani imprigionati.
Patrocinò in Genova il giornale “L'Espero”, diretto da Federico Alizeri, edito dal 1840 sino al 1845, quando fu chiuso dalla polizia sabauda.

## Il matrimonio con Luigia Visconti e le figlie Laura e Francesca
Gian Carlo Di Negro si sposò nel 1807 con Luigia Visconti dei marchesi di San Vito.
Luigia Visconti era milanese, sorella di Ermes Visconti. Erano stati amici giovanili di Alessandro Manzoni. Nel 1801 Alessandro Manzoni, allora sedicenne, si era innamorato di Luigia, e frequentava con il Visconti le lezioni all'Università di Pavia. Il futuro grande scrittore trascorreva interi pomeriggi in compagnia di Ermes e Luigia nel loro palazzo Visconti di Milano, ma il suo corteggiamento era ridotto a comporre sonetti. Trovò il coraggio di manifestarsi quando fu spinto dalla madre Giulia Beccaria a decidersi, nel 1807, quando Giulia Visconti era partita per Genova. Alessandro Manzoni venne a Genova, e trovò che Luigia siera appena sposata con Gian Carlo Di Negro.
Dal matrimonio con Luigia Visconti Gian Carlo Di Negro ebbe due figlie, Laura detta Lilla (Genova 1807 -1838) e Francesca detta Fanny (Genova 1808 -  Roma 1882). Luigia Visconti morì il 6 ottobre 1810 a soli 23 anni, lasciando le due figlie infanti. Le quali crebbero egualmente con forti personalità. Laura era dotata di fascino, spiritosa, fu al centro delle attenzioni del gruppo di giovani patrioti da cui si formà la Giovine Italia. Gian Carlo Di Negro era cliente del medico Giacomo Mazzini, che gli curava i suoi molti disturbi, da quelli renali alle vertigini. Erano in rapporti di amicizia e Laura e Fanny erano spesso ospiti di Maria Drago Mazzini; conobbero così Giuseppe Mazzini e gli amici di casa Mazzini: i fratelli Ruffini, Jacopo, Giovanni, Agostino. Conobbero anche Emanuele Solari, cugino di Giuseppe Mazzini e medico durante l'epidemia del 1835, che fu il primo ad innamorarsi di Laura, mai ricambiato, che ne scrisse il necrologio nel 1838 sulla Gazzetta di Genova.
Francesca sposò il marchese Balbi Piovera, Laura nel 1823, giovanissima, il marchese Agostino Spinola. Entrambe appoggiarono i patrioti italiani e furono amiche, come lo era il padre, di Giuseppe Mazzini.
Agostino Spinola, marito di Laura, era figlio del marchese Massimiliano Spinola. La coppia era spesso ospite in casa di Anna Schiaffino Giustiniani, la nobildonna amante di Cavour e suicida nel 1841. Agostino Spinola lasciò vedova Laura dopo sei anni di matrimonio, con i tre figli Massimiliano, Gian Carlo, Francesco.
Laura venne coinvolta nei moti del 1831, quando era in stretti rapporti coi fratelli Agostino e Giovanni Ruffini. Fu Laura che organizzò la fuga di Giovanni Ruffini dopo il suicidio di Jacopo Ruffini incarcerato nella torre del palazzo Ducale. Giovanni Ruffini la cita nel suo romanzo Lorenzo Benoni sotto le spoglie del personaggio di Lilla. Nel personaggio di Lilla lo scrittore però mette alcuni tratti negativi, quasi una vendetta personale per un amore non corrisposto, cosa della quale lo rimproverò Federico Campanella.

## Gli ospiti della Villetta

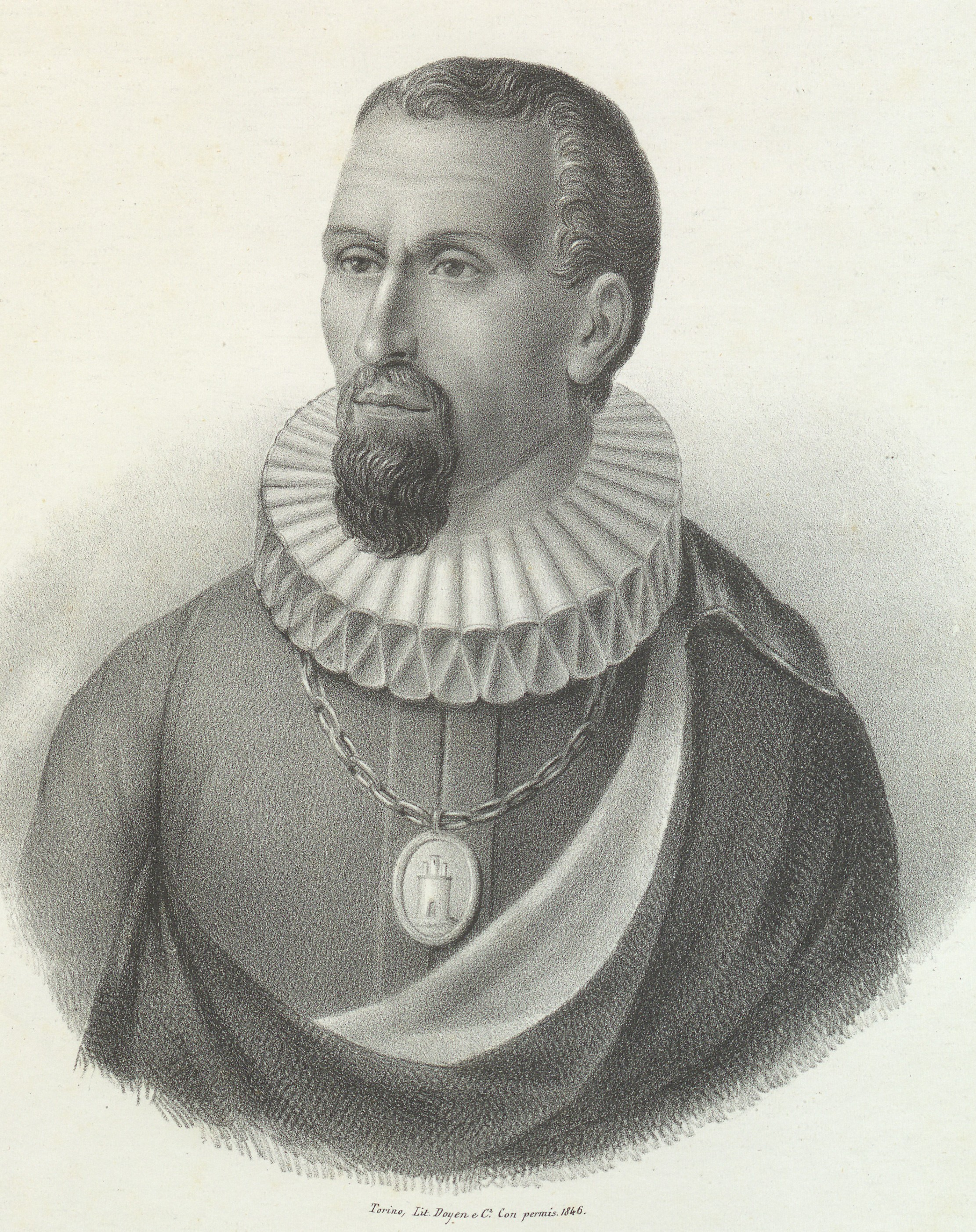
Litografia del 1846 che riproduce il busto di Cristoforo Colombo conservato all'epoca nella villa del marchese Gian Carlo di Negro

La villetta costruita sul bastione di Luccoli fu ritrovo di molti illustri personaggi. Tra gli ospiti furono Madame de Staël, a Genova nel 1805, Byron, ricevuto nel 1823, George Sand, Giovanni Torti.
Dopo il 1825 Gian Carlo Di Negro aumenta le sue relazioni sociali in Genova, dà alle stampe ogni anni i suoi nuovi componimenti, e invita altri illustri personaggi ai suoi ricevimenti. Tra questi nel 1827 Alessandro Manzoni che vi arrivò con la famiglia, Stendhal, padre Cesari, poi Felice Bellotti, Andrea Maffei, Felice Romani, Cesare Cantù. Nel 1839 fu nella villetta Ugo Bassi, venuto a tenere le sue predicazioni in San Lorenzo; poco tempo dopo vi fu Balzac, nel 1845 vi furono Paul de Musset, fratello di Alfredo, Terenzio Mamiani, Revere, Giordani, Mercantini, Guglielmo Pepe, Guerrazzi. Tra i genovesi erano ospiti frequenti Federico Alizeri, Domenico Bancalari, l'avvocato Cesare Leopoldo Bixio, l'abate Giulio Boselli, Gian Carlo Brignole Sale, don Antonio Canepa, gli avvocati Luigi Casanova e Lorenzo Costa di Beverino, Emanuele Celesia, il medico Ettore Costa, Giuseppe e Antonio Crocco, il prete Crovo, Ippolito D'Aste, Antonio Doria, il farmacista Felice De Negri, l'avvocato Vincenzo Gando, Lazzaro Rebizzo, il marchese Damaso Pareto, il chierico G.B. Raggio, il marchese Vincenzo Ricci, Giacomo Costa, etc.
Tra i musicisti vi furono Rodolfo Kreutzer, che in queste occasioni conobbe Nicolò Paganini, Camillo Sivori, Vincenzo Bianchi. Tra le nuove relazioni nate nella villetta, Vincenzo Monti qui conobbe Antonietta Costa, considerata l'erede della foscoliana Luigia Pallavicini nel primato della bellezza in Genova).
Gian Carlo Di Negro ebbe l'idea di animare i suoi ricevimenti con le inaugurazione di busti raffiguranti illustri personaggi italiani, attuali e passati. Le manifestazioni relative coinvolgevano discrete folle, con rinfreschi, luminarie, palloncini, scene all'aperto sino alle terrazze che collegavano la villetta all'Acquasola come era dalla trasformazione barabiniana del 1825. Tra i busti di cui molti tuttora rimasti nella villetta furono quelli del poeta Perticari (genero di Vincenzo Monti), del latinista Gagliuffi, di Niccolò Paganini, di Cristoforo Colombo, di Antonio Canova.
Tra le composizioni di Gian Carlo Di Negro è il sonetto in occasione della morte di Enrichetta Blondel, e la canzone in lode di N. Paganini, riportata dalla Gazzetta di Genova del 6 ottobre 1834.

## La tomba a Staglieno
La tomba di Gian Carlo Di Negro si trova a Staglieno; è opera di Carlo Rubatto. Fu elevata dalla figlia Francesca Balbi Piovera e dai nipoti Massimiliano, Gian Carlo e Francesco Spinola figli della defunta Laura.

## L'acquisto della villetta di Negro da parte del comune di Genova
Il comune di Genova acquista la Villetta nel 1863. Sotto il nuovo proprietario, dal 1873 al 1942, la villa è trasformata e ospita il Museo di Storia Naturale con lo zoo (1873-1912), il Museo Geologico (1912-1928), il Museo Archeologico (1929), cui vennero annesse le collezioni di Etnografia e del Costume (1935-1940). Distrutta dai bombardamenti della seconda guerra mondiale nel 1942, nel 1948 il comune decise di costruire un nuovo edificio sede stabile e definitiva del Museo Chiossone, sullo stesso sito della villetta del marchese Di Negro.